# Oecetis singularis
Oecetis singularis är en nattsländeart som först beskrevs av Georg Ulmer 1930.  Oecetis singularis ingår i släktet Oecetis och familjen långhornssländor. Inga underarter finns listade i Catalogue of Life.